# Лауреаты Премии Правительства Российской Федерации в области образования (2017)
 Лауреаты Премии Правительства Российской Федерации в области образования 2017 года — перечень награждённых правительственной наградой Российской Федерации, присужденной за достижения в образовательной деятельности. Лауреаты определены Распоряжением Правительства РФ от 9 августа 2017 г. № 1706-р на основании решения Межведомственного совета по присуждению премий Правительства в области образования.
Среди лауреатов — пять докторов наук, пять кандидатов наук..
Всего в конкурсном отборе рассматривалась 121 работа, премии удостоились 4 работы (12 лауреатов). Премии присуждены за учебные издания по истории и практике воспитания, теории и управлению подводными судами, аналитической химии, за методическую разработку для системы дополнительного образования детей с ограничениями по здоровью.
21 декабря 2017 года в Доме Правительства Российской Федерации состоялось торжественное вручение премии Правительства Российской Федерации 2017 года в области образования. Награды лауреатам вручила Министр образования и науки Российской Федерации О. Ю. Васильева.

## О Премии
Премия учреждена постановлением Правительства РФ от 28 августа 2013 года N 744 в целях развития образования, создания эффективных технологий обучения и совершенствования системы премирования. Учреждено десять ежегодных премий в области образования в размере 2 млн рублей каждая.

## Лауреаты и другая информация
1. Фролову Анатолию Аркадьевичу, доктору педагогических наук, профессору, научному консультанту федерального государственного бюджетного образовательного учреждения высшего образования «Нижегородский государственный педагогический университет имени Козьмы Минина», Аксёнову Сергею Ивановичу, кандидату педагогических наук, научному сотруднику, Илалтдиновой Елене Юрьевне, доктору педагогических наук, заведующей кафедрой, доцентам, — работникам того же учреждения, — за цикл трудов «А. С. Макаренко. Школа жизни, труда, воспитания: учебная книга по истории, теории и практике воспитания».
2. Разумеенко Юрию Васильевичу, доктору технических наук, профессору Военного института (военно-морского политехнического) федерального государственного казенного военного образовательного учреждения высшего образования "Военный учебно-научный центр Военно-Морского Флота «Военно-морская академия имени Адмирала Флота Советского Союза Н. Г. Кузнецова», Кузнецову Владимиру Юрьевичу, доктору технических наук, Кухареву Алексею Михайловичу, кандидату технических наук, доценту, профессорам, — работникам того же института; Ейбоженко Анатолию Владимировичу, кандидату технических наук, доценту, старшему научному сотруднику акционерного общества "Инжиниринговая компания «НЕОТЕК МАРИН», — за учебник «Теория корабля. Теория и управление подводной лодкой».
3. Ищенко Анатолию Александровичу, доктору химических наук, профессору, заведующему кафедрой Института тонких химических технологий федерального государственного бюджетного образовательного учреждения высшего образования «Московский технологический университет», Ловчиновскому Игорю Юрьевичу, кандидату технических наук, Ефимовой Юлии Александровне, кандидату химических наук, доцентам, — работникам того же института, — за комплект учебников «Создание комплекта учебников по аналитической химии и внедрение их в систему образования Российской Федерации».
4. Пастуховой Светлане Юрьевне, педагогу дополнительного образования государственного бюджетного общеобразовательного учреждения Липецкой области «Специальная школа-интернат г. Грязи», Батищеву Дмитрию Игорьевичу, директору, — работнику того же учреждения, — за методическую разработку «Художественная керамика в специальной школе-интернате».